# Montgomery (Walia)
Montgomery (wal. Trefaldwyn) – miasto we wschodniej Walii, w hrabstwie Powys (historyczna stolica hrabstwa Montgomeryshire), położone w pobliżu granicy angielskiej, około 1,5 km na zachód od Wału Offy. W 2011 roku liczyło 986 mieszkańców.
W pobliżu znajduje się grodzisko pochodzące z epoki żelaza. W XI wieku Wilhelm Zdobywca nadał okoliczne ziemie Rogerowi de Montgomery, od którego miasto wzięło swoją nazwę. W mieście znajdują się ruiny zamku Montgomery Castle, którego budowa rozpoczęła się w 1223 roku z inicjatywy Henryka III. W XVII wieku, po zakończeniu angielskiej wojny domowej zamek zburzony został na polecenie parlamentu.